# Rue Noël
Pour l’article homonyme, voir Noël (homonymie).
La rue Noël  est une voie de la commune de Reims, située au sein du département de la Marne, en région Grand Est.

## Situation et accès
La rue Noël appartient administrativement au quartier centre-ville de Reims elle est à sens unique.

## Origine du nom
Elle porte le nom du médecin rémois Nicolas Noël qui s’engagea dans l'armée de Washington durant la Guerre d'indépendance des États-Unis.

## Historique
Ancienne rue du cimetière st-Pierre, puis devint rue du Jardin-des-Plantes elle prend sa dénomination actuelle en 1841.

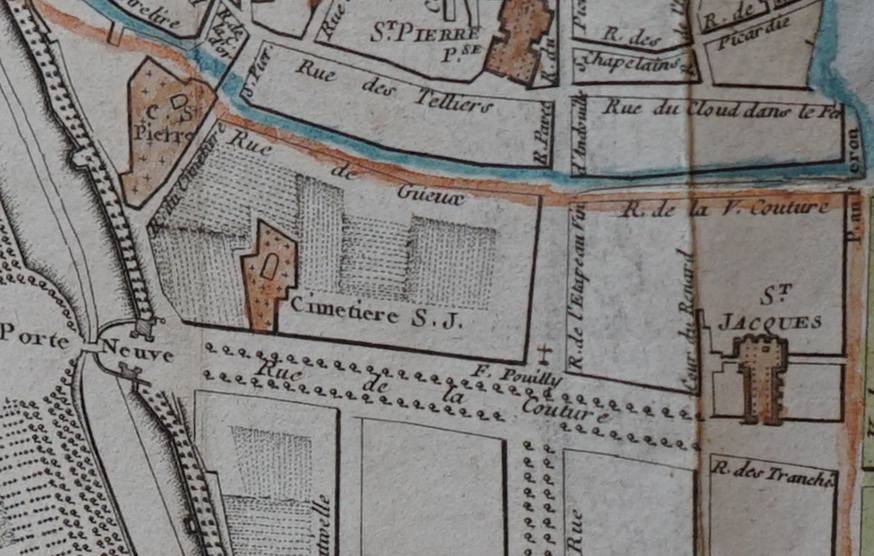
Rue du cimetière.

## Bâtiments remarquables et lieux de mémoire
- Au n°07 : ancien hotel édifié pour l’industriel manufacturier Marie Renauld Fortel (1808-1886),
- Au n°10 : maison de l'architecte Paul Bouchette avec des vitraux de Jacques Simon.

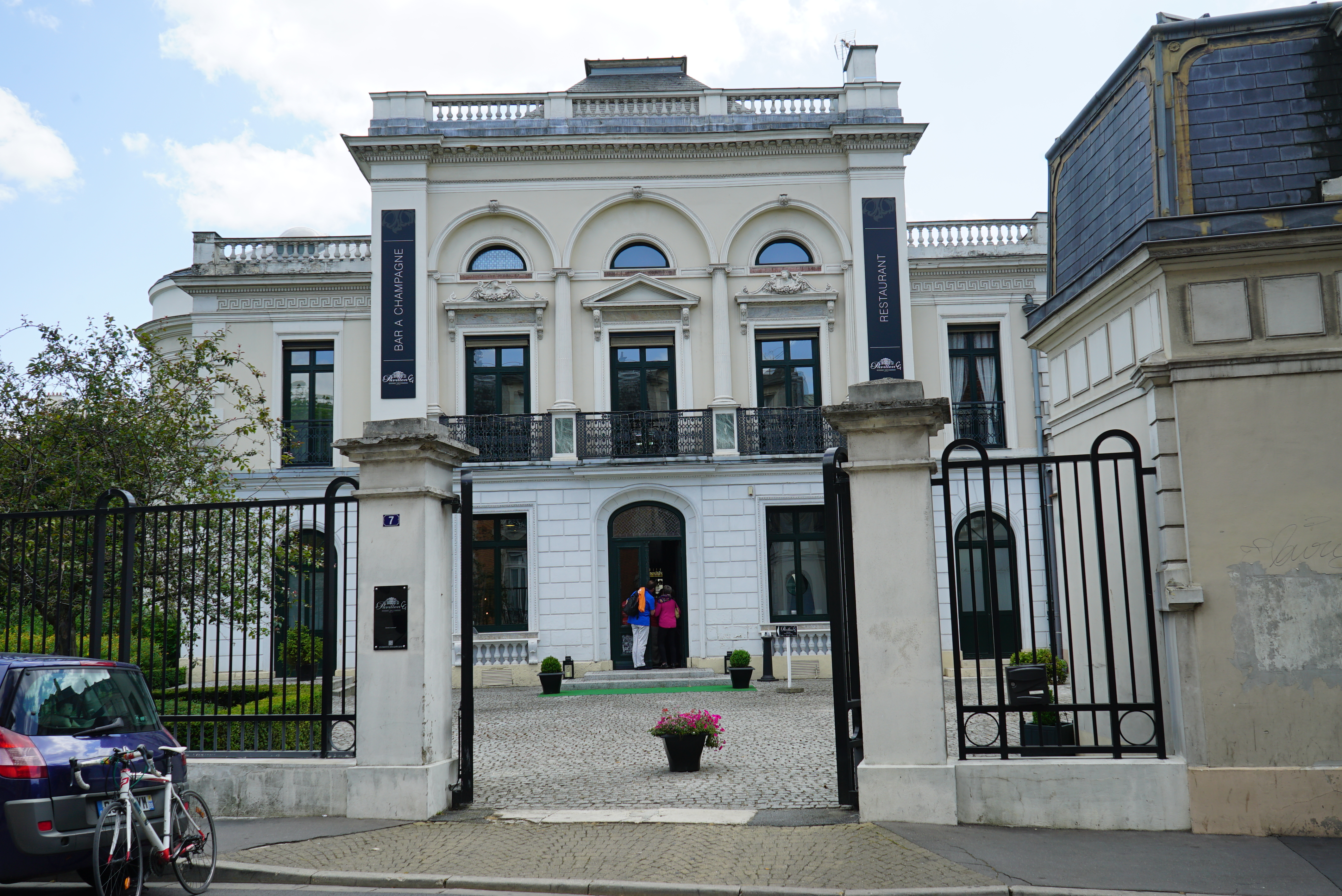
Ancien hotel Fortel.
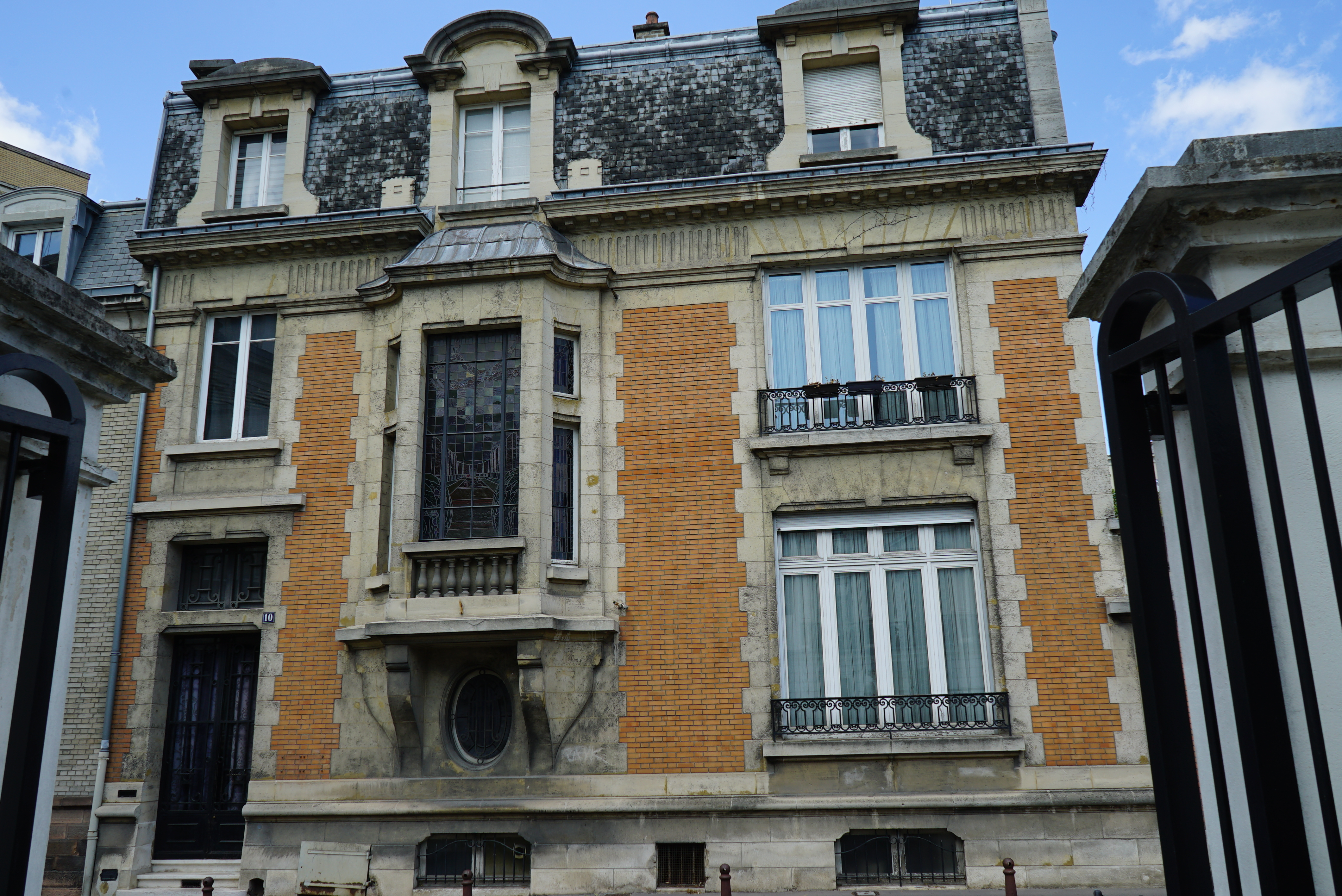
maison de l'architecte Paul Bouchette.